# Gravis Ultrasound

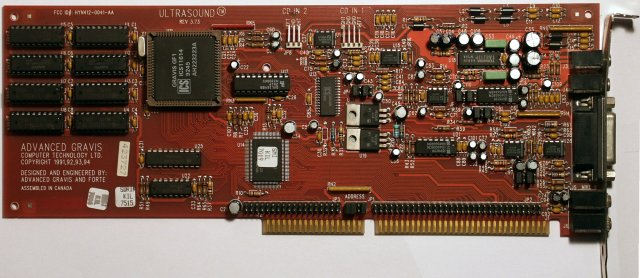
Gravis Ultrasound classic z GF1

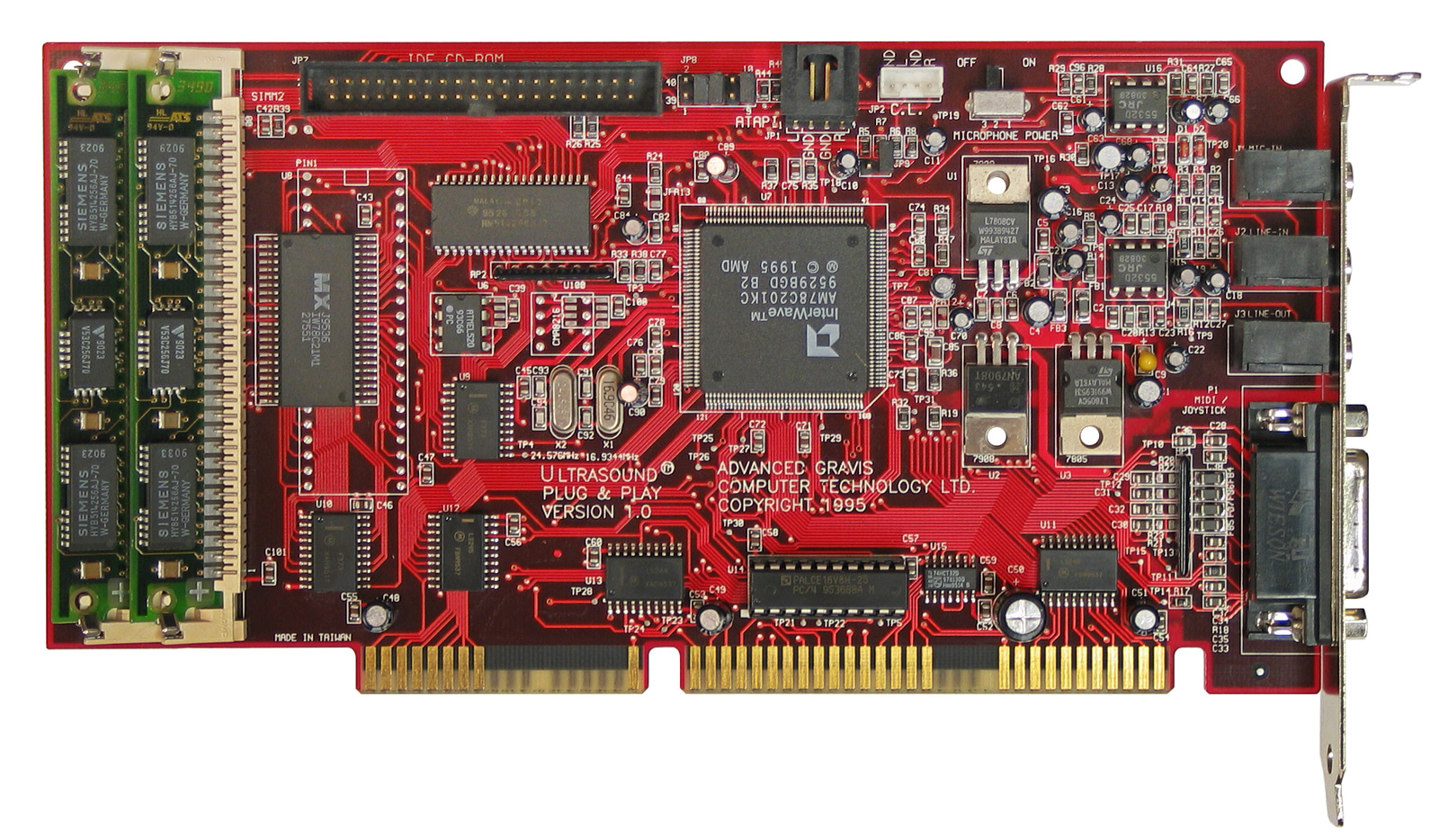
Gravis Ultrasound Plug & Play Pro

Gravis Ultrasound – karta dźwiękowa produkowana przez kanadyjską firmę Advanced Gravis od 1993 roku. Była to pierwsza na rynku karta dźwiękowa wyposażona w syntezator PCM posiadająca standardowo 256 kB pamięci RAM. 
Firma osiągnęła dość duży sukces rynkowy dlatego, że oferowała karty dźwiękowe o jakości dźwięku o wiele wyższej od popularnych w latach 90. kart Sound Blaster przy porównywalnej cenie. Advanced Gravis wyprodukowała potem inne karty z rodziny Gravis Ultrasound (Ultrasound MAX, Ultrasound pnp, Ultrasound Extreme oraz Ultrasound ACE). 
Problemem związanym z użytkowaniem kart z rodziny Gravis Ultrasound było niekompatybilne oprogramowanie i brak odpowiednich sterowników zwłaszcza do systemów z rodziny MS Windows na skutek czego firma Advanced Gravis straciła rynek kart dźwiękowych na rzecz konkurencji.

## Dane techniczne karty
- Synteza Wavetable
- 32 głosowa polifonia
- Dźwięk 3D
- Odtwarzanie 16-bit 44.1kHz (jakość CD)
- Nagrywanie 8-bit, 44 kHz (po dokupieniu odpowiedniej przystawki oraz GUSy Max, Pnp, Extreme – 16-bit 48kHz)